# Reichweite (Hydrogeologie)
Als Reichweite bezeichnet man in der Hydrogeologie den Abstand einer Wasserentnahmestelle bis zu ihrem Absenkungsbereich, also dem Bereich, an dem keine Änderung der Grundwassergleichen mehr auftritt.

## Bestimmung der Reichweite
Die Reichweite lässt sich mit empirisch hergeleiteten Gleichungen schätzen. Gängig sind die beiden unten aufgeführten Methoden. Zu der Bedeutung der geschweiften Klammern siehe Physikalische Größe#Formel- und Einheitenzeichen.

### Nach Sichardt
Nach Sichardt (1928) gilt die Reichweite {\displaystyle l_{R}}eines Brunnens
{\displaystyle \{l_{R}\}=3000\cdot \{h_{S}\}\cdot {\sqrt {\{k_{f}\}}}}.
Hierbei ist
- {\displaystyle l_{R}} die Reichweite des Brunnens in Meter
- {\displaystyle h_{S}} die Absenkung des Wasserpegels im Brunnen, also die Differenz des Wasserstandes ohne Entnahme und des Wasserstandes bei quasistationären Strömungsverhältnissen in Meter
- {\displaystyle k_{f}} der Durchlässigkeitsbeiwert der Grundwasserleiters in Meter pro Sekunde

### Nach Kussakin
Nach Kussakin (1935), auch in der Schreibweise Kusakin zu finden, gilt für die Reichweite {\displaystyle l_{R}} eines Brunnens
{\displaystyle \{l_{R}\}=575\cdot \{h_{S}\}\cdot {\sqrt {\{k_{f}\}\cdot \{h_{M}\}}}}.
Hierbei ist
- {\displaystyle l_{R}} die Reichweite des Brunnens in Meter
- {\displaystyle h_{S}} die Absenkung des Wasserpegels im Brunnen, also die Differenz des Wasserstandes ohne Entnahme und des Wasserstandes bei quasistationären Strömungsverhältnissen in Meter
- {\displaystyle k_{f}} der Durchlässigkeitsbeiwert der Grundwasserleiters in Meter pro Sekunde
- {\displaystyle h_{M}} die Grundwassermächtigkeit

### Rechenbeispiele und Vergleich
In einem Grundwasserleiter aus feinkörnigem Sand wurde eine Absenkung des Wasserpegels um fünf Meter festgestellt. Aufgrund des Materials der Grundwasserleiters wird der Durchlässigkeitsbeiwert auf {\displaystyle 10^{-4}} bis {\displaystyle 10^{-5}} Meter pro Sekunde geschätzt (vergleiche Permeabilität (Geowissenschaften)#Wertebereiche). Nach Sichardt ergibt sich somit
{\displaystyle 3000\cdot \{5m\}{\sqrt {\{10^{-4}m/s\}}}=3000\cdot 5\cdot 10^{-2}=150}
beziehungsweise
{\displaystyle 3000\cdot \{5m\}{\sqrt {\{10^{-5}m/s\}}}=3000\cdot 5\cdot {\sqrt {10^{-5}}}\approx 47{,}4}
Die Reichweite {\displaystyle l_{R}} liegt somit zwischen 47 und 150 Metern. Geht man davon aus, dass die Grundwassermächtigkeit bei 15 Metern liegt, so folgt nach Kussakin
{\displaystyle 575\cdot \{5m\}{\sqrt {\{10^{-4}m/s\}\cdot \{15m\}}}=575\cdot 5\cdot {\sqrt {10^{-4}\cdot 15}}\approx 111{,}35}
beziehungsweise
{\displaystyle 575\cdot \{5m\}{\sqrt {\{10^{-5}m/s\}\cdot \{15m\}}}=575\cdot 5\cdot {\sqrt {10^{-5}\cdot 15}}\approx 35{,}2}
Die abgeschätzte Reichweite nach Kussakin liegt somit bei 28,5 bis 90 Metern und damit niedriger als die nach Sichardt.
Durch gleichsetzen der beiden Ansätze erhält man, dass sie übereinstimmen, wenn
{\displaystyle h_{M}=\left({\frac {3000}{575}}\right)^{2}\approx 27{,}2}
Unter einer Grundwassermächtigkeit von ca. 27 Metern liegt die Reichweite nach Kussakin somit immer niedriger als die nach Sichardt. Über einer Grundwassermächtigkeit von ca. 27 Metern liegt die Reichweite nach Kussakin hingegen immer über der nach Sichardt.